# Vrbice (Jičíni járás)
Vrbice település Csehországban, a Jičíni járásban. Vrbice Třtěnice, Butoves, Nevratice, Slatiny, Chomutice, Vysoké Veselí és Žeretice településekkel határos. Lakosainak száma 157 fő (2024. január 1.).

## Népesség
A település lakosságának változását az alábbi diagram mutatja:
| Lakosok száma | 709  | 676  | 540  | 372  | 206  | 121  | 145  | 153  | 163  | 157  |
|               | 1869 | 1890 | 1921 | 1950 | 1980 | 2001 | 2017 | 2019 | 2022 | 2024 |